# 기원전 226년 로도스 지진
기원전 226년 로도스 지진은 그리스의 로도스섬에 영향을 미쳐 로도스의 거상으로 알려진 거대한 동상을 무너뜨린 것으로 유명한 지진이다. 지진 이후 동상은 거의 8세기 동안 그 자리에 방치되어 있다가 침략자에게 팔려나갔다. 이 지진의 발생일은 기원전 226년으로 가장 많이 언급되지만, 자료에 따라 기원전 226년 또는 기원전 227년으로 다양하게 기록되어 있다.

## 지질학적 환경
로도스섬은 에게해판과 아프리카판 사이의 경계에 있다. 이 지역의 지각 환경은 복잡하며, 신진기 역사에는 충상단층 운동, 확장 지각 운동, 주향이동 단층 운동의 시기가 전부 나타났다. 현재 섬은 남부 에게해 좌향 주향이동 단층과 관련된 반시계 방향 회전(지난 80만 년 동안 17°±5°)운동을 겪고 있다.
로도스섬은 플라이스토세 동안 북서쪽으로 기울어졌는데, 이는 로도스섬 바로 동쪽에 위치한 역단층으로 인한 융기로 설명된다. 기원전 약 227년의 지진은 3미터 이상의 융기와 관련이 있으며, 이 역단층의 움직임이 지진의 원인으로 여겨진다. 이 지진의 진앙 위치는 불확실하며, 현대의 목록에선 로도스 시 근처 또는 시미섬 바로 남쪽으로 위치를 표기하고 있다.
일부 목록에서는 이 지진이 상당한 지진해일을 일으켰다고 주장한다. 그러나 최근 증거 검토 결과 명확한 연관성은 발견되지 않았다.

## 역사

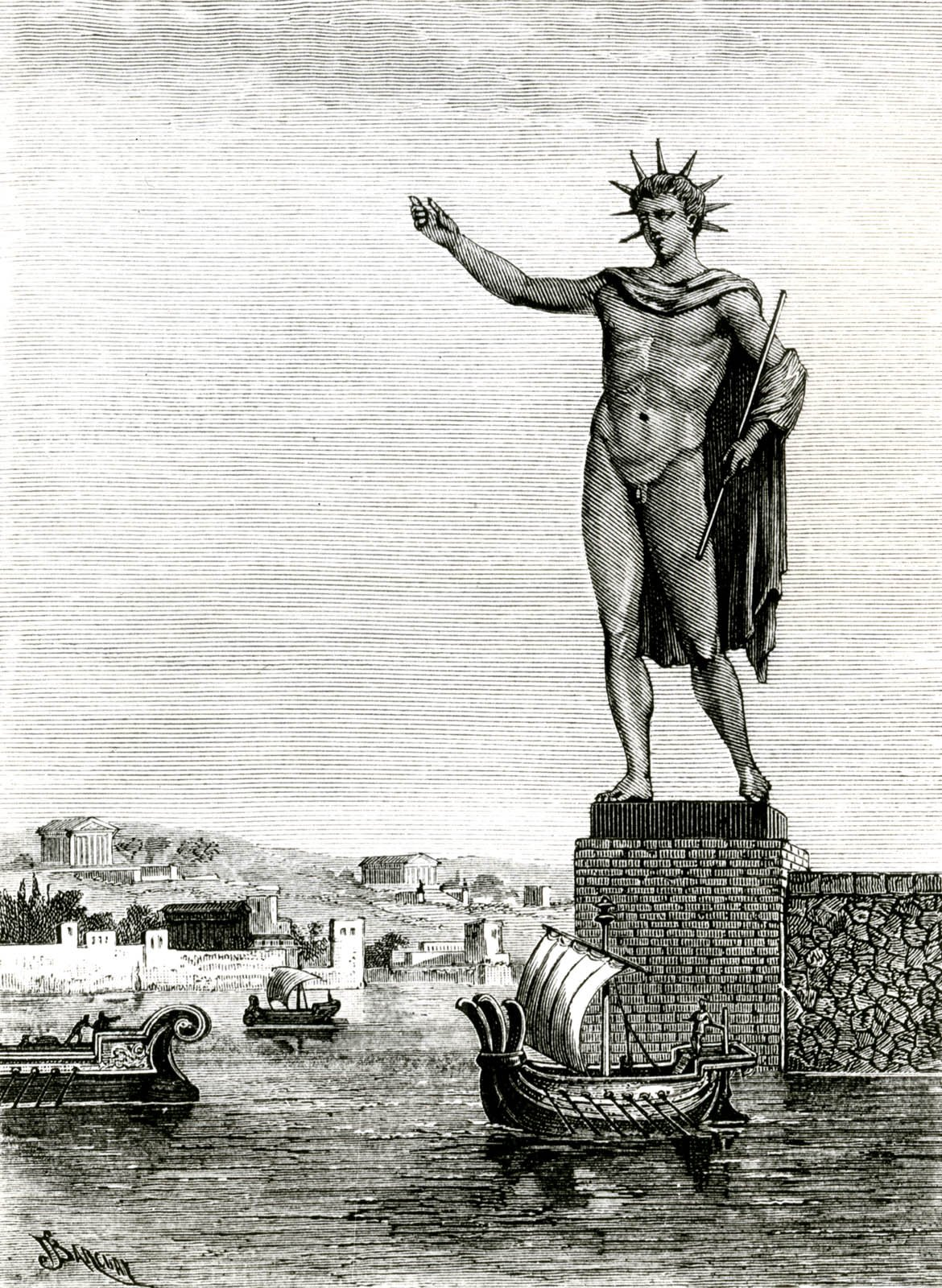
기원전 226년 지진으로 파괴된 로도스의 거상을 묘사한 1880년 그림.

지진 당시 로도스는 항구 근처에 거대한 청동상으로 유명한 에게해의 항구 도시였다. 이 도시는 이집트의 알렉산드리아와 함께 지중해의 주요 무역 도시 중 하나였다. 항구 수수료로 도시가 받는 세금으로 알 수 있듯이, 이 도시를 통과하는 무역량은 엄청났다. 더 큰 이웃 국가의 위협에서 살아남은 이 도시는 지중해 세계의 존경을 받았다.
콜로서스라고 불리는 이 동상은 기원전 250년 이전에 도시를 마케도니아 포위 공격으로부터 안전하게 지켜준 신에게 감사를 표하기 위해 지어졌다. 일부 역사적인 그림에서는 콜로서스가 실제로 항구 입구에 걸쳐 있는 것으로 묘사되어 있는데, 이는 당시의 청동 주조 기술로는 불가능했다고 추정된다.
항구와 상업용 건물을 포함하여 도시의 많은 부분이 파괴되는 등 상당한 피해가 발생했다. 지진으로 콜로서스 상이 무너져 수세기 동안 항구 근처에 조각난 채로 방치되었다. 고대 작가 스트라본에 따르면 동상은 무릎 부분에서 부러졌다. 스트라본은 신탁이 로도스 시민들에게 동상을 재건하지 말라고 지시했고, 이집트의 프톨레마이오스 3세가 재건 비용을 지불하겠다는 제안을 거절했다고 전한다.
콜로서스는 서기 654년까지 그 자리에 놓여 있었는데, 전설에 따르면 아랍 침략자가 조각을 에데사의 유대인 상인에게 팔았다. 정치적 지도력이나 정부 형태와 관계없이, 도시의 문화와 경제적 중요성에 대한 존경심은 지역 전체의 그리스 도시가 재건을 돕기 위해 원조를 제공할 정도였다. 적어도 두 곳의 도시는 자체 관세 면제를 통해 이를 도왔다.